# Mistrzostwa Włoch w rugby union kobiet (2012/2013)
Mistrzostwa Włoch w rugby union kobiet (2012/2013) – dwudziesta druga edycja zarządzanej przez Federazione Italiana Rugby najwyższej klasy rozgrywkowej w kobiecym rugby union we Włoszech, a dwudziesta dziewiąta ogółem. Zawody odbywały się w dniach 14 października 2012 – 25 maja 2013. Tytułu mistrzowskiego zdobytego w poprzednim sezonie broniła drużyna Riviera del Brenta.
Szósty tytuł w historii klubu zdobyła drużyna Riviera del Brenta pokonując w rozegranym w Favaro Veneto finale rozgrywek zespół Red Panthers Rugby Treviso 23–7.

## System rozgrywek
Do rozgrywek przystąpiło ostatecznie dwanaście drużyn, które zostały podzielone na dwie sześciozespołowe grupy. Rozgrywki ligowe prowadzone były w pierwszej fazie systemem kołowym według modelu dwurundowego w okresie jesień-wiosna. Druga faza rozgrywek obejmowała mecze systemem pucharowym o mistrzostwo kraju. Do półfinałów awansowały trzy pierwsze drużyny z grupy 1, a czwarta drużyna grupy 1 rozegrała baraż o półfinał ze zwycięzcą grupy 2. Półfinały rozgrywane były w formie dwumeczu, z pierwszym meczem na boisku drużyny, która po rundzie zasadniczej była niżej sklasyfikowana. Finał zaś odbył się na neutralnym stadionie.
Najsłabsza drużyna grupy 1 została relegowana, natomiast zwycięzca grupy 2 uzyskał awans.

## Faza grupowa

### Grupa 1
| 14-10-2012 | 1 ⇐ kolejka ⇒ 6             | 16-12-2012 |
| ---------- | --------------------------- | ---------- |
| 0-69       | Casale - Monza              | 0-34       |
| 8-19       | Padova - Riviera del Brenta | 7-24       |
| 7-42       | Colorno - Treviso           | 8-53       |

| 25-11-2012 | 4 ⇐ kolejka ⇒ 9              | 24-03-2013 |
| ---------- | ---------------------------- | ---------- |
| 22-15      | Colorno - Casale             | 120-5      |
| 24-17      | Valsugana - Monza            | 5-0        |
| 28-21      | Treviso - Riviera del Brenta | 12-3       |

| 28-10-2012 | 2 ⇐ kolejka ⇒ 7             | 20-01-2013 |
| ---------- | --------------------------- | ---------- |
| 71-0       | Riviera del Brenta - Casale | 36-5       |
| 25-0       | Treviso - Valsugana         | 27-7       |
| 22-7       | Monza - Colorno             | 22-0       |

| 02-12-2012 | 5 ⇐ kolejka ⇒ 10             | 07-04-2013 |
| ---------- | ---------------------------- | ---------- |
| 7-28       | Casale - Valsugana           | 0-22       |
| 6-0        | Monza - Treviso              | 5-31       |
| 42-8       | Riviera del Brenta - Colorno | 17-28      |

| 04-11-2012 | 3 ⇐ kolejka ⇒ 8            | 27-1-2013 |
| ---------- | -------------------------- | --------- |
| 0-52       | Casale - Treviso           | 0-127     |
| 13-9       | Colorno - Valsugana        | 14-8      |
| 49-0       | Riviera del Brenta - Monza | 12-8      |

### Grupa 2
| 14-10-2012 | 1 ⇐ kolejka ⇒ 6   | 16-12-2012 |
| ---------- | ----------------- | ---------- |
| 87-0       | Roma - Pesaro     | 38-5       |
| 5-27       | Bologna - Ferrara | 18-13      |
| 0-0        | Umbria - L’Aquila | 5-36       |

| 25-11-2012 | 4 ⇐ kolejka ⇒ 9    | 24-03-2013 |
| ---------- | ------------------ | ---------- |
| 7-44       | Umbria - Roma      | 7-53       |
| 17-7       | Bologna - Pesaro   | 17-24      |
| 93-0       | L’Aquila - Ferrara | 22-3       |

| 28-10-2012 | 2 ⇐ kolejka ⇒ 7    | 20-01-2013 |
| ---------- | ------------------ | ---------- |
| 0-26       | Ferrara - Roma     | 0-31       |
| 57-0       | L’Aquila - Bologna | 48-0       |
| 10-34      | Pesaro - Umbria    | 5-31       |

| 02-12-2012 | 5 ⇐ kolejka ⇒ 10  | 07-04-2013 |
| ---------- | ----------------- | ---------- |
| 63-0       | Roma - Bologna    | 48-12      |
| 0-27       | Pesaro - L’Aquila | 0-59       |
| 7-10       | Ferrara - Umbria  | 0-36       |

| 04-11-2012 | 3 ⇐ kolejka ⇒ 8  | 27-1-2013 |
| ---------- | ---------------- | --------- |
| 19-12      | Roma - L’Aquila  | 10-0      |
| 12-7       | Umbria - Bologna | 27-3      |
| 24-7       | Ferrara - Pesaro | 5-10      |

## Faza pucharowa

### Baraż o półfinał
| 14 kwietnia 2013 | Valsugana Padova | 22:10 | Red & Blu | Altichiero, Padwa |
| 14 kwietnia 2013 |                  | 22:10 |           | Altichiero, Padwa |

### Półfinały
| 12 maja 2013 | Valsugana Padova | 21:14 | Red Panthers | Altichiero, Padwa |
| 12 maja 2013 |                  | 21:14 |              | Altichiero, Padwa |

| 12 maja 2013 | Monza | 7:29 | Riviera del Brenta | Adriano Chiolo, Monza |
| 12 maja 2013 |       | 7:29 |                    | Adriano Chiolo, Monza |

| 19 maja 201315:30 | Red Panthers | 36:8 | Valsugana Padova | La Ghirada, Treviso |
| 19 maja 201315:30 |              | 36:8 |                  | La Ghirada, Treviso |

| 19 maja 201315:30 | Riviera del Brenta | 22:17 | Monza | Campo Via Oberdan, Mira |
| 19 maja 201315:30 |                    | 22:17 |       | Campo Via Oberdan, Mira |

### Finał
| 25 maja 201317:00 | Red Panthers | 7:23 | Riviera del Brenta | Campo Via Monte Cervino, Favaro Veneto Sędzia: Barbara Guastini |
| 25 maja 201317:00 |              | 7:23 |                    | Campo Via Monte Cervino, Favaro Veneto Sędzia: Barbara Guastini |